# Пінчів
Пі́нчів (пол. Pińczów) — місто в гміні Пінчів Пінчівського повіту Свентокшиського воєводства на півдні Польщі, на річці Ніда. Пінчів — адміністративний центр ґміни Пінчів Пінчівського повіту Свентокшиського воєводства.

## Історія

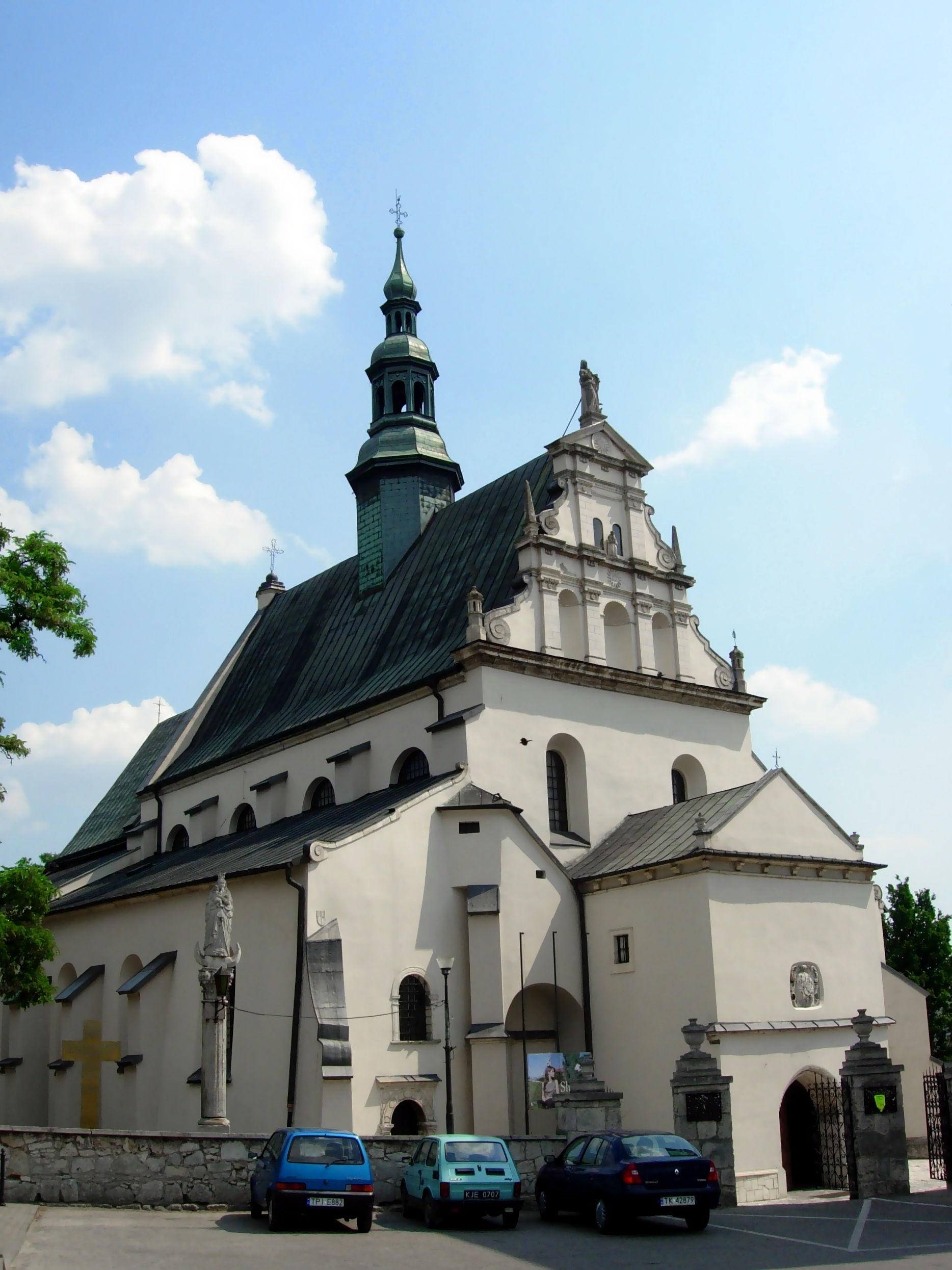
Костел св. Івана

Одна з польських попередніх назв — Пєндзічув (пол. Piędziczów), у Яна Длуґоша — Пяндзичов (пол. Pyandziczow).
Спочатку був селом, власниками якого були представники роду гербу Денбно, одна з гілок якого осіла в Олесниці. В селі був замок. Збігнєв Олесницький значно сприяв розвитку поселення, захотів зробити його для себе та брата — великого коронного маршалка Яна Ґловача — однією з резиденцій, почав скуповувати довколишні поселення. Центром маєтку мало стати село Пяндзічув, отримавши статус міста.
1436 року тут Збігнєв Олесницький тут висвятив на перемиського єпископа РКЦ краківського каноніка Миколая Хшенстовського.

## Пам'ятки
- Костел святого Івана, спочатку готичний, потім перебудований у стилі маньєризму
- Стара синагога

## Демографія
Демографічна структура станом на 31 березня 2011 року:
|          | Загалом | Допрацездатний вік | Працездатний вік | Постпрацездатний вік |
| -------- | ------- | ------------------ | ---------------- | -------------------- |
| Чоловіки | 5622    | 942                | 4094             | 586                  |
| Жінки    | 5990    | 918                | 3562             | 1510                 |
| Разом    | 11612   | 1860               | 7656             | 2096                 |

## Відомі люди
- Гуґо Коллонтай
- Владислав Мишковський
- Ян Ласький